# Macaulay Culkin
Macaulay Culkin (* 26. srpna 1980 New York City) je americký herec, známý především ze série filmů Sám doma a Sám doma 2: Ztracen v New Yorku, kde hrál coby chlapec. V době uvedení těchto filmů byl považován za nejúspěšnějšího dětského herce od dob Shirley Temple-Blackové.
V roce 2002 začal chodit s Milou Kunis a o 9 let později se s ní rozešel. Od roku 2017 žije s partnerkou Brendou Song. 5. dubna 2021 se jim narodil syn Dakota Song Culkin, který je pojmenován po Macaulyho zesnulé sestře, kterou v roce 2008 srazilo auto.

## Současnost
V současné době pracuje jako DJ v nočním klubu Le Poisson Rouge v New Yorku. Bydlí na Manhattanu (2011).
Vystupuje se skupinou The Pizza Underground.

## Soukromí
Je kmotrem dětí Michaela Jacksona. Zároveň byl velkým přítelem Jacksona.
Za první díl filmu Sám doma obdržel honorář 100 000 dolarů, za druhý díl 4 000 000 dolarů.
Bydlí střídavě v LA nebo v New Yorku na Manhattanu.
Je také velkým fanouškem wrestlingu a aktivně navštěvuje různé koncerty nezávislé hudební scény.

## Filmografie
| Rok  | Název                           | Role                   | Žánr                                        |
| ---- | ------------------------------- | ---------------------- | ------------------------------------------- |
| 2007 | Snídaně po sexu                 | James                  | Komedie / Drama / Romantický                |
| 2004 | Černá ovce                      | Roland                 | Komedie / Drama                             |
| 2003 | Party Monster                   | Michael Alig           | Krimi / Drama / Thriller / Životopisný      |
| 1994 | Kšefty s tátou                  | Timmy                  | Komedie / Rodinný                           |
|      | Sám doma a bohatý               | Richie Rich            | Komedie / Rodinný                           |
|      | Vládce knih                     | Richard Tyler          | Rodinný / Dobrodružný / Animovaný / Fantasy |
| 1993 | Dobrý synek                     | Henry                  | Horor / Thriller / Drama                    |
|      | Louskáček                       | Drosselmeierův synovec | Rodinný / Fantasy / Hudební                 |
| 1992 | Sám doma 2: Ztracen v New Yorku | Kevin McCallister      | Rodinný / Komedie / Dobrodružný             |
| 1991 | Moje první láska                | Thomas                 | Komedie / Drama / Romantický / Rodinný      |
| 1990 | Jákobův žebřík                  | Gabriel                | Drama / Horor / Mysteriózní                 |
|      | Sám doma                        | Kevin McCallister      | Rodinný / Komedie                           |
| 1989 | Strýček Buck                    | Miles Russell          | Komedie / Drama                             |
|      | Zítra na shledanou              | Billy Livingstone      | Drama / Komedie / Romantický                |
| 1988 | Rocket Gibraltar                | Cy Blue Black          | Drama                                       |